# Claude Collet
Claude Collet Millioud (Ginebra, 1929 — Barcelona, 28 de desembre de 2007) fou una pintora, dibuixant i gravadora suïssa que va viure bona part de la seva vida a Barcelona.

## Biografia
Era filla de l'escultor suís Charles Collet, que havia estat professor de l'Escola Massana i un dels fundadors del Cercle Maillol de Barcelona l'any 1947, i de la ceramista, orfebre i també pintora Eugénie Millioud, coneguda per Ninon Collet. A Barcelona, la família Collet va viure al barri d'Horta-Guinardó. Claude es va casar amb l'arquitecte igualadí Lluís Albín.
Becada a París per l'Institut Francès de Barcelona l'any 1954, feu la primera exposició individual a Barcelona l'any 1957 i des de l'any següent es convertí en expositora assídua del Saló de maig. La seva obra mostra un figurativisme esquemàtic de traç segur i harmònic que va evolucionant des de peces inicials, on predominen les imatges estàtiques, fins als anys vuitanta, amb visions de dones quasi fades, arribant al límit de l'abstracció als noranta.
Se li va reconèixer una actitud de compromís social, essent una de les primeres artistes que es va apropar a la pintura feminista "construint una dona que lluitava pel seus drets", com va posar en relleu el comissari de l'exposició antològica "Claude Collet. La recerca de la identitat" que va tenir lloc al Museu d'Art Modern de Tarragona l'any 2010. L'any 1990 va crear, amb altres sis artistes, l'Associació Dones Artistes SOM 7, col·lectiu que va estar present en diversos esdeveniments internacionals lligats al món de la dona, el 1992 a Bangkok i el 1993 a Montpeller, i el 2003 a l'exposició "Mediterrània. Dona mediterrània i pau" organitzada pel Departament de Cultura de la Generalitat de Catalunya amb motiu del Dia Internacional de la Dona, la qual va comptar amb la presència de les 7 components del grup.
El 1996, l'historiador de l'art, arqueòleg i editor Frederic-Pau Verrié i Faget publicà "Claude, retrobada", breu estudi sobre la pintora.
Hi ha obres seves al Museu d'Art Modern de Tarragona, al Museu d'Art Contemporani d'Eivissa, a la Biblioteca Museu Víctor Balaguer de Vilanova i la Geltrú i a la Biblioteca Nacional d'Espanya, entre d'altres.